# Pericoma punctulatum
Pericoma punctulatum är en tvåvingeart som beskrevs av Tonnoir 1953. Pericoma punctulatum ingår i släktet Pericoma och familjen fjärilsmyggor. Inga underarter finns listade i Catalogue of Life.